# 노이하우젠 바디셔역
노이하우젠 바디셔역(독일어: Bahnhof Neuhausen Badischer, 때로는 Neuhausen Bad Bf로 약칭)는 스위스 샤프하우젠주 노이하우젠 암 라인팔의 철도역이다.

## 위치
스위스에 위치하고 있음에도 불구하고 역은 바젤과 징겐 사이의 경로에서 스위스-독일 국경을 여러 번 건너는 독일 도이체반(DB)의 하이라인 철도에 있다. 역은 도이치반에서 운영한다.
바디셔역은 노이하우젠에 있는 3개의 역 중 하나이며, 나머지 2개는 노이하우젠 라인팔역과 노이하우젠역이다. 노이하우젠 라인팔역은 남동쪽으로 약 500m 떨어져 있으며, 노이하우젠 역은 동쪽으로 1km 떨어져 있다.

## 운행편
2020년 12월 시간표 변경에 따라 노이하우젠 바디셔역에서 다음 서비스가 정차한다.
- 샤프하우젠 S-반 : 에르칭겐(바덴)과 샤프하우젠 사이를 30분 간격으로 운행

근무일의 피크시간에는 베링엔 바디셔역과 샤프하우젠 사이를 운행하는 추가 분기별 서비스가 있으며, 베링거펠트와 노이하우젠 바디셔역을 정차한다.